# Rally van Estland 2016
De Rally van Estland 2016 is de zevende editie van de Rally van Estland en de zevende ronde van het Europees kampioenschap rally in 2016. De rally mag geen WRC-auto's aan de start verwachten omdat op het ERC-niveau de hoogste klasse de R5 wagens zijn van Ford, Citroën, Skoda, Peugeot. Er starten in totaal 45 wagens.

## Deelnemers
Kajetan Kajetanowicz, Alexey Lukyanuk (winnaar 2015) worden als grote favorieten beschouwd, maar ook Ralf Sirmacis die verrassend won in Griekenland en Sander Pärn (winnaar 2014) worden gezien als kanshebbers. Ook keert de Peugeot Rally Academy terug die zich begin 2016 terug trok opnieuw in het ERC, aldus voor deze wedstrijd met José Antonio Suàrez.
| Nummer | Rijder               | Navigator        | Auto            |
| ------ | -------------------- | ---------------- | --------------- |
| 1      | Kajetan Kajetanowicz | Jaroslaw Baran   | Ford Fiesta R5  |
| 2      | Alexey Lukyanuk      | Alexey Arnautov  | Ford Fiesta R5  |
| 3      | Ralfs Sirmacis       | Arturs Simins    | Škoda Fabia R5  |
| 4      | Jaromir Tarabus      | Daniel Trunkat   | Škoda Fabia R5  |
| 5      | Jaroslaw Koltun      | Ireneusz Pleskot | Ford Fiesta R5  |
| 6      | Raul Jeets           | Andrus Toom      | Škoda Fabia R5  |
| 7      | Tomasz Kasperczyk    | Damian Syty      | Ford Fiesta R5  |
| 8      | Antonín Tlusťák      | Ladislav Kučera  | Škoda Fabia R5  |
| 9      | Sander Pärn          | James Morgan     | Ford Fiesta R5  |
| 10     | José Antonia Suàrez  | Cándido Carrera  | Peugeot 208 T16 |
| 11     | Łukasz Habaj         | Piotr Woś        | Ford Fiesta R5  |
| 12     | Takamoto Katsuta     | Daniel Barrit    | Ford Fiesta R5  |
| 14     | Hiroki Arai          | Glenn MacNeal    | Ford Fiesta R5  |
| 35     | Oleksiy Tamarazov    | Kuldar Sikk      | Škoda Fabia R5  |

Canarische Eilanden ·
Ierland ·
Griekenland ·
Azoren ·
België ·
Estland ·
Polen ·
Tsjechië ·
Letland ·
Cyprus